# Репатріація золота

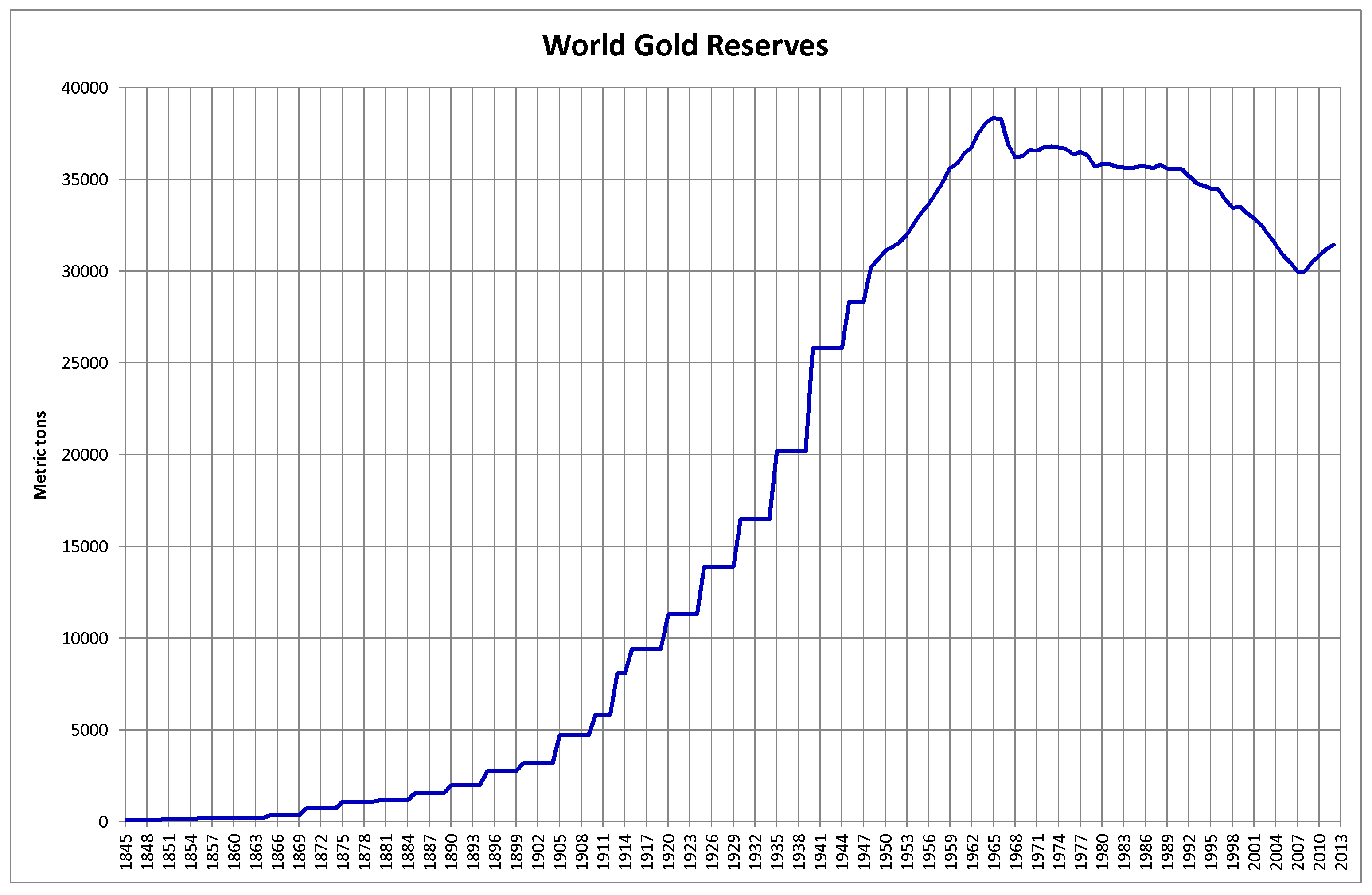
Світові золотовалютні резерви з 1845 до 2013 рр (т.)

Репатріа́ція зо́лота — терміном описують плани урядів повернути до своєї країни золото, що зберігається за її межами.
Багато країн використовують іноземні сховища для збереження частини своїх золотих запасів. В 2014 році деякі європейські країни почали підіймати питання повернення золота, що зберігається за кордоном. Так Нідерландський центральний банк зменшив частку золота, що утримувалася Федеральним резервним банком Нью-Йорка з 51 % до 31 %, а Австрія та Бельгія розглянули можливість прийняття подібних заходів.

## Значимі історичні репатріації

### Австрія
- Австрія зберігала 80 % їх 280 тонн золота в Лондоні, 17 % в Австрії та 3 % у Швейцарії. Посилаючись на необхідність диверсифікації ризиків, уряд країни оголосив, що планується репатріювання частини золота з Лондона протягом 2015 року. Планувалось, що після завершення процесу репатріації 50 % золота буде зберігатися в Австрії, 20 % в Швейцарії, та 30 % в Лондоні[2].

### Венесуела
- До 2012 року Центральний банк Венесуели утримував близько 211 тонн своїх 365 тонн золотих запасів в американських, європейських та канадських банках. У січні 2012 року Венесуела завершила репатріацію 160 тонн золотих злитків (близько $ 9 млрд.) додому. Репатріація була почата за наказом президента Уго Чавеса у серпні 2011 року, і була проведена під наглядом голови Центрального банку Венесуели Нельсона Мерентеса[3].
- На початку листопада 2018 року, на прохання провідних американських чиновників, Банк Англії в Лондоні відмовив у репатріації 14 тонн золота. На думку держсекретаря Майка Помпео та радника з національної безпеки Джона Болтона, які лобіювали своїх британських колег, золото належить людям Венесуели та припинення репатріації допоможе відрізати режим Ніколаса Мадуро від закордонних активів країни[4].

### Нідерланди
- У 2014 році 122,5 тонн нідерландських золотих запасів були повернуті до Амстердама з Нью-Йорка, де до цього вони були зберігалися у Федеральному резервному банку Нью-Йорка. Коментуючи репатріацію, Центральний банк Нідерландів заявив, що «вважає, що в період фінансової кризи краще мати золото під рукою».[5] Нідерланди продовжують зберігати частину своїх золотих запасів в Нью-Йорку, Оттаві та Лондоні[5].

### Німеччина
- У січні 2013 року Німецький центральний банк (Бундесбанк) оголосив про плани репатріації 300 тонн з 1500 тонн золота з США та 374 тонни з Франції до 2020 року. Репатрійоване золото, половину офіційних золотих запасів (1695,3 тонни), планується зберігати у Франкфурті.[6][7][8][9][10][11][12] Золото, що зберігалося в США, було зароблене ФРН через торговельні надлишки в 1950-х та 1960-х роках, проте ніколи не було вивезено з США через побоювання вторгнення Радянського Союзу до Західної Німеччини.[13][14][15] У 2013 році лише 5 тонн було відвантажено через логістичні труднощі. У 2014 році Німеччина повернула 120 тонн (35 тонн з Парижа, 85 тонн з Нью-Йорка)[16][17][18][19][20], 210 тонн у 2015 році (110,5 тонни з Парижа і 99,5 тонни з Нью-Йорка)[21], та 200 тонн у 2016[22][23].